# I Am... I Said
I Am... I Said är en poplåt komponerad och framförd av Neil Diamond. Den utgavs som singel i mars 1971 och medtogs sedan som första spår på studioalbumet Stones, utgivet i november samma år. Låten har av Diamond själv beskrivits som en av hans mest personliga låtar och den tog fyra månader att skriva. Texten ska ha refererat till hans egna terapisessioner i Los Angeles under perioden.
Låten blev nominerad till en Grammy för bästa manliga sånginsats (pop) men vann inte.

## Listplaceringar
| Lista (1971)   | Position              |
| -------------- | --------------------- |
| Australien     | 6 (Go Set)            |
| Danmark        | 8 (DR "Top Ti")       |
| Irland         | 1                     |
| Italien        | 17 (Musica e Dischi)  |
| Kanada         | 2 (RPM)               |
| Nederländerna  | 6                     |
| Schweiz        | 2                     |
| Storbritannien | 4                     |
| Sverige        | 19 (Kvällstoppen)     |
| Sverige        | 6 (Tio i topp)        |
| USA            | 4 (Billboard Hot 100) |
| Västtyskland   | 3                     |